# Massilla

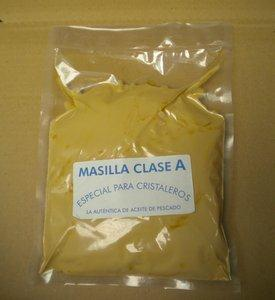
Massilla per a segellar vidres

La massilla (castellanisme) o el màstic és un terme genèric que designa qualsevol material de textura plàstica, similar a la de l'argila de modelar, que habitualment s'utilitza en la construcció, en treballs de reparació, com a farciment o segellant i en treballs de vidrier (en aquest cas rep el nom de pasta de vidre). La seva composició varia segons el tipus d'ús que se'n vulgui fer.
Un dels seus usos més habituals és per a cloure juntes, tapar escletxes, o subjectar de vidres en quadres de fusta i ferro o encara per a igualar una superfície. En treballs de vidrer o de fuster, cas es col·loca en el galze quan és mal·leable i quan s'asseca té una textura semblant a la fusta.